# 잭푸르트
《잭푸르트》(Boluomi,菠蘿蜜)는 말레이시아 출신으로 대만에서 활동 중인 라우 컥 후앗(LAU Kek Huat)이 대만의 베라 첸과 함께 감독한 2019년 작품이다.  2019년 10월 열린 제24회 부산국제영화제에서 월드 프리미어로 상영되었다. '잭푸르트'는 동남아시아에서 흔히 볼 수 있는 과일이다. 

## 시놉시스
말레이시아 정글에서 게릴라전을 펼치는 공산세력은 전란에 태어난 아이의 생존을 위해 정글 밖으로 보낸다. 중국계 말레이시안으로서 시대의 아픔과 비밀을 안은 채 살아가고 있는 이판은 말레이시아에서 인종 차별과 불평등에 분노하여 대만으로 떠난다. 대만에 온 이판은 필리핀 노동자인 라일라를 만나게 되면서 동병상련의 정을 느끼게 된다. 

## 캐스팅
- 우녠센: 이판 역
- 라일라 울라오: 라일라 역

## 영화정보
- 2019년 10월 열린 제24회 부산국제영화제에서 '뉴커런츠' 섹션에서 상영되었다. 라우 컥 후앗 감독과 베라 첸 감독, 주연배우 우녠센과 라일라 울라오가 영화제에 참석하였다.[2]
- 영화제목으로 쓰인 '잭푸르트'는 말레이시아를 비롯하여 동남아일대에서 흔히 볼 수 있는 과일이다.